# Psalmus Hungaricus
Psalmus Hungaricus, op. 13, és una obra coral per a tenor, cor i orquestra, composta per Zoltán Kodály l'any 1923. Va ser encarregada per al concert commemoratiu que es va celebrar amb ocasió del cinquantè aniversari de la unificació de Buda, Pest i Óbuda el 19 de novembre de 1923, on va ser interpretada en companyia de la Suite de danses de Béla Bartók i una Obertura solemne d'Ernő Dohnányi, qui va dirigir el concert. La primera execució de l'obra fora d'Hongria va tenir lloc a Zúric, sota la direcció de Marc Andreae, el 18 de juny de 1926. Aquesta fet va marcar un punt d'inflexió en el reconeixement internacional de Kodály com a compositor, a banda de la seua fama com a etnomusicòleg i pedagog musical.

## Llibret
El text es basa en la glosa del Salm 55, "Escolta, oh Déu, la meua pregària", escrita per Mihály Vég, poeta, predicador i traductor del segle xvi. De manera singular, Kodály va triar un text sacre per a una celebració secular; els passatges de desesperació i crida a Déu continguts en el llibret li van proporcionar el mitjà per referir-se al tràgic passat immediat i al desastrós present d'Hongria. La música reflecteix la crisi nacional durant i després de la Primera Guerra Mundial (la dissolució de la Gran Hongria) i proposa un paral·lelisme entre les penes del rei David i els patiments dels magiars en l'Hongria otomana. D'aquesta manera, el Psalmus Hungaricus enllaça dissorts polítiques separades per dos mil·lennis i mig.

## Descripció
Al principi del primer moviment un ters preludi orquestral desemboca ràpidament en una breu contribució del cor sol. El solo del tenor segueix immediatament amb l'ària rapsòdica "Oh, si jo tinguera ales com un colom." Després de la secció del tenor sol, el cor respon amb un breu i càlid passatge, però el tenor hi reacciona vehementment, acusant els pecadors que han provocat la dissort dels innocents. Segueix una intervenció sense paraules del cor femení, com un lament, i aquest lament s'uneix a la veu del tenor, precipitant-se cap a la crida coral: "Déu ens escoltarà, i castigarà els culpables." Segueix un dramàtic monòleg del tenor, que condueix al final del primer moviment, amb un esclat del cor. El següent moviment comença, sense solució de continuïtat, amb un attacca i una contrastada atmosfera pensativa, amb solos de clarinet i violí sobre un rerefons d'arpa i de pizzicato de la corda. El tenor retorna amb una lírica ària, "Però apaivaga el meu cor," que combina fervor i tendresa. El moviment final comença amb el cor complet, alternant sonoritats marcials amb paraules de desafiament. L'obra conclou amb una oració a mitja veu.
Tot i que Kodály no hi va citar explícitament material folklòric hongarès, sí que inclou motius pentatònics de caràcter folklòric amb cadències plagals, combinats de manera que han fet de la seua música una arrelada i intensa experiència per a generacions d'hongaresos.
Tot i ser una de les més genuïnes obres mestres de Kodály, el Psalmus Hungaricus s'interpreta molt rarament fora d'Hongria.

## Discografia
- Ernst Haefliger, Orquestra Simfònica de la Ràdio de Berlín, Ferenc Fricsay, dir., 1959 (Deutsche Grammophon) (en alemany).
- József Simándy, Cor de la Ràdio Estatal Hongaresa i Orquestra Estatal Hongaresa, Antal Dorati, dir., 1968 (Hungaroton).
- Lajos Kozma, Cor del Festival de Brighton, Orquestra Simfònica de Londres, István Kertész, dir., 1970 (Decca).[3]
- Daroczy, Orquestra del Festival de Orchestra, Sir Georg Solti, dir., 1998 (Londres).